# Friedrich Ehrlich
Friedrich Ehrlich (Magdeburg, 1810 - 1887) fou un pianista i compositor alemany.
Deixeble del pianista Hummel, des de 1828 es dedicà a l'ensenyança en la seva ciutat natal, sent també director de la societat de cant i de l'orquestra del teatre.
Fou autor de diverses composicions per a cant i piano i de dues òperes: Die Rosenmädchen i König Georg.